# Lista över berömda djur
Detta är en lista över berömda, icke fiktiva djur. Litterära djurfigurer finns i Lista över litterära figurer.

## A
- Abul-Abbas, en asiatisk elefant som var den första elefanten på nordeuropeisk jord efter romartid.
- Alex (papegoja).

## B
- Balto, slädhunden som drog den sista etappen under Serumtransporten till Nome, efter det att det utbrutit en difteriepidemi i Nome i Alaska, och den enda framkomliga metoden att hämta serum var per hundsläde. Filmatiserad i filmen Balto.
- Blondi, Adolf Hitlers schäfer.
- Brandklipparen, Karl XI:s och Karl XII:s häst.
- Bubbles, Michael Jacksons schimpans.
- Bukefalos, Alexander den store:s häst.
- Bunting, en häst som spelade Lilla Gubben i Olle Hellboms filmer om Pippi Långstrump.

## C
- Colo, första kända gorilla född i fångenskap

## D
- Dolly, ett får som var det första däggdjur som fötts efter att ha klonats från en cell av ett vuxet får.
- Douglas, en röd ara som spelade Rosalinda i filmen Pippi Långstrump på de sju haven.

## E
- Ensamme George, som var den sista kända individen av pintasköldpadda (en underart av jättesköldpadda).

## H
- Ham, första schimpansen i rymden.
- Harriet, en galapagossköldpadda som var det äldsta kända djuret i världen vid sin död år 2006 (cirka 176 år).
- Hoover, en säl som kunde härma mänskligt tal.
- Humphrey (knölval).

## J
- Jia Jia, världens äldsta panda (1978-2016)
- Jonathan, känd för att vara världens kanske äldsta nu levande sköldpadda
- Jumbo, en afrikansk elefant på London Zoo som var en jätte även för att vara en elefant.

## K
- Keiko, en späckhuggare känd för sin roll i filmen Rädda Willy
- Knut, isbjörn på Berlin Zoo
- Koko, gorilla, född 4 juli 1971, som lärde sig över 1000 ord på teckenspråk i ett laboratorium i USA.

## L
- Lajka, en rysk hund som år 1957 blev den första varelsen i omloppsbana runt jorden.
- Little Bart, björn som medverkat i ett flertal filmer, bland annat Dr. Dolittle 2 och Into the Wild.

## M
- Malmska valen, en blåval som strandade Askimsviken söder om Göteborg år 1865. Finns numera uppstoppad på Göteborgs Naturhistoriska museum.
- Migaloo, en albino knölval som sedan 1991 setts utanför Australiens östkust.

## N
- Nelson, den första trubbnoshörning som fötts i Sverige (Kolmårdens djurpark), född 1995.
- Nils Olav, en kungspingvin som är hederschef för norska Hans Majestet Kongens Garde.
- Newton, en trubbnoshörning som är yngre bror till Nelson, född 1996.

## O
- Schimpansen Ola, en schimpans som bland annat medverkade i svensk TV under 1990-talet.
- Osama, en indisk elefant som misstänktes ha dödat 14 människor i Indien åren 2005-2006.

## P
- Pal, en collie som spelade Lassie.
- Paul, en åttaarmad bläckfisk som uppnådde världsberömmelse genom att sia om vinnaren i  fotbollsmatcher.
- Pompe, Karl XII:s hund.

## R
- Roy, en pingvin boende på New York Zoo porträtterad bland annat i barnboken And Tango Makes Three

## S
- Silo, en pingvin boende på New York Zoo porträtterad bland annat i barnboken And Tango Makes Three
- Sir Väs, en kungskobra som rymde från Skansen-Akvariet 2022
- Smilet, en amerikansk alligator på Sjöfartsmuseet i Göteborg.
- Stolta var en älg som 1907 deltog i ett travlopp i Falun
- Streiff, Gustav II Adolfs häst i slaget vid Lützen 1632.
- Sveriges första elefant, en asiatisk elefant som 1804 blev den första riktiga elefanten i Sverige.

## T
- Timothy, är en sköldpadda, känd för att vara den sista överlevande från Krimkriget och maskot ombord på HMS Queen
- Togo, en slädhund som var den ledarhund som drog den längsta etappen av Serumtransporten till Nome i januari 1925.
- Turbo, svensk dresserad bordercollie använd i flera film- och TV-projekt (bland annat Snoken).
- Tuffi, en elefant som gick amok och hoppade ner från en vagn på Wuppertals hängbana.